# Эвренос
Хаджи Гази Эвренос-бей (тур. Hacı Gazi Evrenos Bey) — знаменитый османский полководец, основатель знатной османской династии Эвреносоглу.

## Биография
Эвренос родился в провинции Балыкесир в бейлике Кареси около 1330 года, по традиционной датировке в 1288 году. Его настоящее имя — Эврен. До 1361 года служил владетелям Карасы, а после захвата бейлика Орханом Гази перешёл на османскую службу.
Эвренос — один из наиболее успешных османских военачальников в эпоху завоевания Балканского полуострова, служил четырем султанам — Орхану I, Мураду I, Баязиду I и Мехмеду I. Эвренос командовал левым крылом в Черноменской битве в 1371 году, а после того последовательно захватил Гюмюрджину, Серре, Дойран, Прилеп, Скопье и Призрен. Получил в качестве уджа район Скопье. Принял участие в Никопольской битве в 1396 году.

## Смерть и память
Эвренос умер около 1400 года (по традиционной датировке в 1417 году в возрасте 129 лет) в городе Енидже-и-Вардар (современная Яница в Греции). В 1419 году погребен в мавзолее, который сохранился до наших дней.
Эвренос учредил вакуф на основе обширных земель. Эти вакуфы принадлежали наследникам из семьи Эвреносоглу до Первой Балканской войны (1912—1913).
У него было семь сыновей и несколько дочерей. Из его сыновей наиболее известны Иса-бей и Али-бей. Одна из дочерей Эвреноса стала женой великого визиря Чандарлы Кара Халил Хайреддин-паши и матерью великого визиря Чандарлы Ибрагим-паши.